# Maguviopsis kotchnevi
Maguviopsis kotchnevi (лат.) — вид вымерших насекомых семейства Maguviopseidae (Prosboloidea) из подотряда цикадовых отряда полужесткокрылых. Единственный вид в составе рода Maguviopsis. Древнейшие находки происходят из триаса Азии (Мадиген, Кыргызстан).

## Описание
Длина от 3,6 до 5,0 мм. Костальный край изогнут позади 1/3 длины тегмена, жилка R разветвлена позади или рядом у 1/2 длины тегмена; rm и основание CuA1 примерно на одном уровне. Жилки MA простая, а MP разветвлённая. Тегмен обрезан у вершины и покрыт шестигранными сотовидными ячейками. Базальные ячейки очень мелкие или отсутствуют. Тегмен широкий и плоский. Вид был впервые описан по отпечаткам в 1953 году Еленой Эрнестовной Беккер-Мигдисовой (1909—1989), а видовой статус подтверждён в ходе ревизии палеофауны цикадовых Кыргызстана, проведённой в 2011 году российским палеоэнтомологом Дмитрием Щербаковым (Палеонтологический институт РАН, Москва, Россия). Среди сестринских таксонов: †Falcarta, Nonescyta, Fasolinka, Krendelia, Phyllotexta, Asiocula, Nevicia, Cuanoma, Sacvoyagea, Sitechka.